# PANalytical
PANalytical ist ein niederländischer Hersteller von Röntgenanalysegeräten im Bereich Röntgendiffraktometrie (XRD) und Röntgenfluoreszenzspektroskopie (XRF). Das Unternehmen entwickelt und produziert seit 1954 Röntgendiffraktometer und Röntgenfluoreszenzspektrometer für Forschung, Entwicklung und Produktionskontrolle. Die Röntgensysteme werden in der Material- und Strukturanalyse sowie in der Qualitätssicherung eingesetzt. Die Produkte kommen bei der Analyse von Zement, Metallen, Stahl, Kunststoffen, Polymeren, pharmazeutischen- und petrochemischen Produkten, industriellen Mineralien, Glas, Katalysatoren, Halbleitermaterialien, dünnen Filmen und neuen Materialien, Recycling- und Umweltmaterialien zum Einsatz.
PANalytical beschäftigt weltweit rund 1000 Mitarbeiter. Eigene Forschungs-, Entwicklungs- und Produktionsstätten befinden sich in den Niederlanden, Japan und den USA. Eigene Vertriebs- und Servicestrukturen hat es in mehr als 60 Ländern. PANalytical GmbH, verantwortlich für den Vertrieb und Service in Deutschland, hat ihren Sitz in Kassel.
Bis zu dem Verkauf im Jahre 2002 war PANalytical unter dem Namen Philips Analytical ein Geschäftszweig von Philips. Die Firma gehört heute zur Spectris plc. mit Sitz in England.
Im Jahr 2011 ist PANalytical eine strategische Partnerschaft mit der EADS-Tochter Sodern (Limeil-Brevannes, Frankreich), einem Hersteller von Neutronenaktivierungsanalysatoren, eingegangen. Die CNA-Systeme (engl. Controlled Neutron Activation) werden zur Online-Kontrolle von Massenströmen eingesetzt. Dabei werden die Elementgehalte der Materialien (z. B. Kalkstein) direkt auf dem Förderband vom Steinbruch bis zur Weiterverarbeitung gemessen und so wird die Gesamtmenge des Stoffstroms erfasst.
Im Jahr 2012 wurde Analytical Spectral Devices (ASD Inc.), ein Hersteller hochleistungsfähiger analytischer NIR-Systeme, übernommen.
ASD entwickelt, produziert und vermarktet NIR-Messsysteme und Anwendungen für Industrie und Forschung.

## Geschichte
- 1931 brachte Philips das erste handelsübliche Röntgengerät mit Namen Metalix auf den Markt.
- 1948 führte die nordamerikanische Philips-Aktiengesellschaft Norelco das erste Röntgendiffraktometer in Zusammenarbeit mit den US Naval Research Laboratories ein.
- 1954 stellte Philips Analytical das PW1520-XRF-Spektrometer vor, das der Vorreiter für handelsübliche Fluoreszensprodukte der elementaren Analyse war.[1] In demselben Jahr führte Philips das PW1050-Goniometer (θ-2θ-Geometrie) für die Diffraktion ein.
- 1972 wurde die Hauptniederlassung sowie die Entwicklung von Eindhoven nach Almelo verlegt. In den folgenden Jahrzehnten hat Philips das Produktportfolio der Marke Philips Analytical weiterentwickelt. Die mechanische Genauigkeit passierte mit dem PW3050 Goniometer einen neuen Meilenstein. Gleichstrommotorantriebe mit optischen Encodern sorgten für eine Winkelreproduzierbarkeit von 0,0001°. Die Firma produziert als einziger Hersteller ihre Röntgenröhren selbst und diese werden auch von anderen Herstellern verbaut. Mit dem Verkauf an Spectris im Jahre 2002 trennte sich die Firma von kleineren Aktivitäten im Bereich Optoakustik und Photolumineszenz.
- 2011 Strategische Partnerschaft mit EADS-Sodern im Bereich Neutronenaktivierung
- 2012 Übernahme von ASDi, Hersteller von NIR-Systemen[2]

Zu dem Produktportfolio gehören neben den Systemen auch Softwareprodukte, die selbst entwickelt und vertrieben werden.

## Produkte

### Spektrometer für die Röntgenfluoreszenzanalyse (RFA oder engl. XRF)
Wellenlängendispersive (WDRFA, auch WDX)- oder energiedispersive (EDRFA, auch EDX) Röntgenfluoreszenzspektrometer werden zur Elementanalyse von festen oder flüssigen Proben eingesetzt. Hierbei wird eine möglichst homogenisierte Probe durch Röntgenstrahlung zur Emission von elementspezifischer Fluoreszenzstrahlung angeregt, die dann wellenlängen- oder energiedispersiv aufgelöst und detektiert wird. Die Intensität der gemessenen Fluoreszenzstrahlung ist proportional zur Elementkonzentration. Durch Kalibrierung gegen geeignete Standards oder über einen Fundamentalparameter-Ansatz standardlos kann die Elementkomposition einer Probe innerhalb kurzer Zeit bestimmt werden.
Es sind eine Vielzahl von unterschiedlichen Röntgenröhrentypen verfügbar, die im eigenen Röhrenwerk hergestellt werden.

#### Wellenlängendispersive Sequenzspektrometer (WDRFA-System)
Die seit den 1930er Jahren entwickelte Technik setzt zur Trennung der elementspezifischen Fluoreszenzstrahlung ein sogenanntes mechanisches Goniometer ein, wobei die Analytlinien nacheinander(sequentiell)angefahren werden. Durch ein kontinuierliches Scannen des Gonimeters und der Aufnahme aller Messpunkte kann ein komplettes Spektrum erzeugt werden. Der Vorteil der wellenlängendispersiven Technik liegt in dem sehr guten Auflösungsvermögen für leichte Elemente und der entsprechend nachweisstarken Detektion.
Axios (WDRFA-System)RFA Universelles Spektrometer zur Elementanalyse vom unterhalb von Millionstel- (sub-ppm) bis zum 100%-Bereich. Das System findet Anwendung in der Industrie (Prozess- und Qualitätskontrolle), industriellen Forschung und Entwicklung und in der Grundlagenforschung. Das Axios hat eine große Verbreitung im Stahl-, Zement-, Mineralstoff- und Kunststoff- und Öl-Bereich.
Venus (WDRFA-System)Kompaktes Sequenzspektrometer. Durch die spezielle sequentiell/simultane Technik nachweisstark und stabil. Eignet sich besonders für die Routineanalyse weniger Elemente in der Produkteingangskontrolle oder Qualitätsüberwachung.

#### Wellenlängendispersive Simultanspektrometer (WDRFA-System)
Simultanspektrometer sind speziell für die ultraschnelle Analyse entwickelt. Durch voreingestellte Kanäle (kleine fixierte Goniometer)für jede Komponente, die gleichzeitig gemessen werden, wird eine hochpräzise und sehr schnelle Multielementanalytik erreicht. Messzeiten meistens nur wenige Sekunden. Zusätzlicher Einbau von Scannern für die Erweiterung des Elementspektrums möglich. Üblicherweise Integration in eine Automatisierung, bei der die Probenvorbereitung automatisch erfolgt.
Axios-Fast (WDRFA-System)Das Axios Fast ist ein leistungsstarkes Simultanspektrometer für bis zu 28 Elementkanäle und 3 Goniometern. Es zeichnet sich durch extrem schnelle Probenladezeiten und hohe Leistung aus. Die Anbindung an eine Automatisierung ist sosohl über Bänder als auch Roboter möglich. Schwerpunkt der Anwendung liegt in der Metallindustrie z. B. in den Bereichen Stahl und Kupfer, aber auch in der mineralischen Anwendung.
Wafer-Analyzer (WDRFA-System)Speziell für die Halbleitermetrologie entwickeltes simultanes Röntgenspektrometer zur Element- und Schichtdickenanalytik an Halbleitermaterialien. Die Systeme kommen heutzutage meist in der sogenannten In-wall-Installation zum Einsatz, wobei der Mitarbeiter das Analysesystem in Reinraumumgebung bedient und die Wafer vorzugsweise in Kassetten gestapelt dem System zugeführt werden.
CubiX XRF (WDRFA-System)Kompaktes und robustes Simultanspektrometer mit geringer Röntgenleistung zur Minimierung der Versorgungsanforderungen. Durch elementspezifische Detektoren wird die Fluoreszenzstrahlung aller zu messenden Elemente gleichzeitig aufgenommen. Das System kommt hauptsächlich in der Industrie zum Einsatz, wo Prozess- und Qualitätskontrolle an Materialströmen erfolgen muss, die in regelmäßigen zeitlichen Abständen beprobt werden. Das System ist geeignet für Messungen an Pulverpresstabletten, die sowohl manuell als auch vollautomatisch zum Spektrometer transportiert werden.

#### Energiedispersive Röntgenspektrometer (EDRFA-System)
Entwicklung seit den 1970er Jahren. Im Gegensatz zur wellenlängendispersiven Fluoreszenzanalyse wird bei der energiedispersiven Technik die elementspezifische Fluoreszenzstrahlung nicht über ein Goniometer separiert, sondern direkt im Detektor (meistens Halbleiterdetektor) und dessen Elektronik energetisch aufgespalten. Dadurch kann ein kompakter Aufbau erfolgen. Die resultierenden Intensitäten pro Energiebereich werden den jeweiligen Elementen in einem Entfaltungsprogramm zugeordnet. Die Intensitäten bzw. Zählraten verhalten sich wie bei der WDRFA proportional zur Konzentration. Vorteile hier sind die geringe elektrische Leistungsaufnahme sowie die materialschonende Analytik.
Epsilon 5 (EDRFA-System)Das Epsilon-5-Spektrometer besitzt eine 100 kV starke Anregung und einen hochauflösenden Ge-Detektor. Mit Hilfe von Sekundärtargets und einer dreidimensionalen Anordnung (Polarisation) wird die störende Untergrundstrahlung minimiert. Mit dem Epsilon-5-Spektrometer lassen sich beispielsweise Schwermetalle in Kunststoffen, Ölen oder Filtern bis in den Sub-ppm-Bereich nachweisen und aus diesem Grund wird es u. a. in der Umweltanalytik eingesetzt.
Epsilon 3 (EDRFA-System)Das Epsilon 3 erweitert die Serie der klassischen EDRFA-Systeme, wie der MiniPal-Serie. Es wird in verschiedenen Ausführungen mit einer Kleinleistungsröntgenöhre (9 bzw. 15 W, bis 30 bis 50 kV) und einem Siliziumdriftdetektor (SDD) der neusten Generation ausgestattet. Mit dem Epsilon 3 können Pulverproben, Presslinge, Flüssigkeiten, pastöse Substanzen und Festproben bis zur Größe eines Ziegelsteins analysiert werden. Als kompaktes Tischgerät kann es relativ leicht transportiert werden. Besonderen Wert wurde auf die Nachweisstärke leichter Elemente (Fluor zum ersten Mal zugänglich) gelegt.
Semyos-Spektrometer (EDRFA-System)Das Semyos-Spektrometer ist speziell für die Halbleitermetrologie entwickelt und erlaubt neben der klassischen quantitativen Elementanalytik auch die Schichtdickenanalyse. Besonderheit ist die Mikrospot-Technologie, die Spotgrößen von kleiner 23 µm zulässt. Das Semyos-Spektrometer eignet sich sowohl für Forschung und Entwicklung als auch für die Qualitätskontrolle in der Produktion.

### Röntgendiffraktometrie (XRD)
Bei der Röntgendiffraktometrie untersucht man auf der Basis der Bragg-Gleichung die Struktureigenschaften kristalliner Materie. Hierzu wird eine feste oder auch flüssige Probe mit Röntgenstrahlung einer spezifischen Wellenlänge unter verschiedenen Winkeln bestrahlt. Die Probe beugt nach dem Modell der Strahlenoptik die eintreffende Strahlung an den vorhandenen kristallinen Strukturen (Netzebenen oder Elektronendichte-Zentren) und der gebeugte Strahl kann abstandsgleich zur Röntgenröhre auf dem Goniometerkreis mittels eines Detektors erfasst werden. Dies führt zu einem spezifischen Beugungsmuster mit einzelnen Reflexen, deren Winkellage und Intensität von der Kristallstruktur und damit den vorhandenen Phasen abhängig ist.
Neben der qualitativen Phasenanalyse, d. h. der Bestimmung der vorhandenen Phasen, steht heute oftmals auch die quantitative Phasenanalyse im Mittelpunkt der Untersuchungen. Durch die Einführung des Halbleiterdetektors X’Celerator hat PANalytical im Jahre 2000 die sog. Pulverdiffraktometrie revolutioniert. Während herkömmliche Diffraktometer bis zu einer Stunde oder mehr Zeit zur Aufnahme aussagekräftiger Daten benötigen, liegen Daten mit dem Halbleiterdetektor bereits nach wenigen Minuten vor. Noch kürzere Messzeiten bei besserer Auflösung werden mit der neuen Generation dieser Detektoren, dem PIXcel, erreicht. Die neueste Version PIXcel3D erlaubt sogar 2-dimensionale Messungen sowie computertomographische Aufnahmen.
PANalytical hat neben Produkten für die Produktions- und Qualitätskontrolle an pulverförmigen Proben (CubiX3) auch Systeme für Forschung und Entwicklung im Angebot. Mit den Systemen der X’Pert PRO Serie hat die Firma bereits vor über 10 Jahren eine modulares Konzept verwirklicht, das den justagefreien Umbau der Systeme von einer auf eine andere Messgeometrie ermöglicht. Das aktuelle System Empyrean hat diese Technik noch weiter perfektioniert.
- X’Pert Powder (Röntgendiffraktometer zur Analyse von pulverförmigen Proben in Reflexion und Transmission)
- X’Pert PRO MRD (Material Research Diffractometer) (System zur kompletten Analyse von Festproben mit Optionen für die Eigenspannungsanalyse, Texturanalyse, Grazing-Incidence-Messungen, In-Plane-Geometrien, Analyse von Rocking-Kurven und Reciprocal Space Maps)
- CubiX3 (kompaktes Theta-Theta Diffraktometer für die Industrie und Standard-Phasenanalyse)
- Empyrean (voll modulares System mit vertikalem Goniometer zur Durchführung praktisch aller Aufgaben im Bereich der Röntgenbeugung: Phasenanalyse, Kleinwinkelstreuung, Non-ambient-Analyse, Textur- und Spannungsanalyse, hochauflösende Diffraktion, Reflektometrie, Tomographie)

PANalytical hat eine eigene Röntgenröhrenfabrik in der Nähe von Eindhoven (NL), wo nicht nur die Röntgenröhren für den Eigenbedarf entwickelt und produziert werden, sondern darüber hinaus auch solche für OEM-Partner.

### Prompte-Gamma-Neutronen-Aktivierungs-Analyse (PGNAA)
Unter der Bezeichnung „CNA“ (engl. Controlled Neutron Analyser) vertreibt die französische Firma Sodern vertreibt in Lizenz von PANanalytical verschiedene Messgeräte der Prompte-Gamma-Neutronen-Aktivierungs-Analyse. Bei dieser Methode wird das Probenmaterial auf dem Förderband durch eine Neutronenquelle angeregt und die Gamma-Strahlung des aktivierten Materials in geeigneten Detektoren gemessen. Durch die Fähigkeit von Neutronen, auch mit tieferen Schichten der Probe in Wechselwirkung zu treten, gelingt die direkte Erfassung größerer Massenströme. Die Hauptanwendungsgebiete der CNA-Geräte sind neben der Zementindustrie („CNA Cement“) der Nickel-, Kupfer- und Eisen-Erzbergbau sowie die Kohleanalytik in Kraftwerken.
Sondern führte erstmals kommerzielle Geräte mit sogenannter Neutronenröhre ein, die nur bei Anlegen einer Betriebsspannung Neutronen erzeugt. Somit ist diese Quelle abschaltbar. Sie besteht aus Reservoirs von Deuterium und Tritium. Aus diesen Reservoirs werden Deuterium- und Tritium-Atome mit einer Hochspannung gegeneinander beschleunigt und kommen zur Kollision Dabei entstehen neben Helium auch Neutronen. Bei der älteren, klassischen Technologie wird das radioaktive Isotop Cf-252 verwendet, welches fortlaufend Neutronen freisetzt. Der Neutronenfluss der Neutronenröhre wird mit einer elektronischen Regelung konstant gehalten, während der aktive Strahler über die Halbwertszeit ständig an Aktivität verliert. Die Neutronenröhre weist gegenüber dem Permanent-Strahler zudem eine deutlich geringere Radiotoxizitätsklasse auf.
Ein weiteres Merkmal der Neutronenröhre ist die gepulste Anregung. Hierbei werden Neutronen in mit einem kurzen Puls freigesetzt und interagieren mit dem Material. Dadurch kann die Gammastrahlung der unterschiedlichen Prozesse (Streuung, prompte und verzögerte Strahlung) zeitaufgelöst registriert und optimiert genutzt werden. Diese Technik erlaubt die Bestimmung von sehr leichten Elementen, wie Sauerstoff oder Kohlenstoff.

### Nahes Infrarot (NIR)
Unter den Produktnamen „Fieldspec“, „Labspec“ und „Terraspec“ vertreibt PANalytical über die ASD Inc. transportable Messgeräte für die Nahinfrarotspektroskopie (NIR-Spektroskopie), mit der sich unter anderem der Feuchte-, Fett- und Proteingehalt eines Materials untersuchen lässt. Typische Anwendungsbereiche sind die Rohmaterial-Analyse, die Untersuchung von pharmazeutischen Produkten sowie die Überprüfung von Lebensmitteln. Des Weiteren können mit ihr auch Mineraltypen von Gesteinen bestimmt werden. Speziell auf diesen Anwendungsbereich ausgerichtete Spektrometer bilden die Kernmärkte von ASD: Fernerkundung sowie Exploration und Produktion im Bereich Bergbau.